# Gawar Belangi
Gawar Belangi is een bestuurslaag in het regentschap Gayo Lues van de provincie Atjeh, Indonesië. Gawar Belangi telt 130 inwoners (volkstelling 2010).